# Marcus Terentius Varro Lucullus
Marcus Terentius Varro Lucullus (* um 116 v. Chr.; † kurz nach 56 v. Chr.), jüngerer Bruder des Lucius Licinius Lucullus, war ein Anhänger Sullas und 73 v. Chr. Konsul der Römischen Republik. Als Prokonsul von Macedonia besiegte er die Bessi in Thrakien und erreichte mit seinen Truppen die Donau und die Westküste des Schwarzen Meeres. Er war auch unwesentlich am Dritten Sklavenkrieg beteiligt.

## Leben

### Name und Familie
In Rom als Marcus Licinius Lucullus geboren, wurde er später von einem Marcus Terrentius Varro adoptiert, über den aber nichts weiter bekannt ist. Als Resultat der Adoption war sein voller Name, wie auf Inschriften gefunden, M(arcus) Terentius M(arci) f(ilius) Varro Lucullus. In der Geschichtsschreibung wird er meist als M. Lucullus oder einfach Lucullus genannt. Dies führte unter anderem zu einer Verwechslung mit seinem älteren Bruder Lucius in Appians Bürgerkriegen.
Marcus Lucullus war Teil einer einflussreichen plebejischen Familie, der gens Licinia. Er war der Enkel des Konsuls Lucius Licinius Lucullus (151 v. Chr.). Sein Vater erreichte das Amt des Prätors (104 v. Chr.) und erzielte militärische Erfolge in Lucania und Sizilien während des Zweiten Sklavenkrieges. Allerdings endete dessen politische Laufbahn abrupt, als er wegen Unterschlagung verurteilt wurde. Die Mutter von Marcus und Lucius Lucullus, Caecilia Metella Calva, war eine enge Verwandte zweier der mächtigsten Männer ihrer Zeit. Ihre Nichte, Caecilia Metella Dalmatica, war die vierte Ehefrau des Sulla. Der Sohn ihres Bruders Quintus Caecilius Metellus Numidicus, Quintus Caecilius Metellus Pius, war ein enger Vertrauter des Sulla sowie Pontifex Maximus und Konsul 80 v. Chr.

### Legat

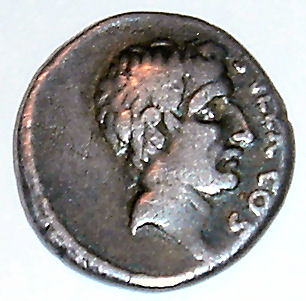
Porträt Sullas auf einem Denar des Quintus Pompeius Rufus, 55 v. Chr.

Als Sulla 83 v. Chr. nach Rom zurückkehrte, um die Anhänger des Gaius Marius zu bekämpfen, traten Marcus und sein Bruder in die Armee Sullas ein. Marcus diente unter seinem Cousin, Quintus Caecilius Metellus Pius, als Legat in Norditalien. Dort wurde er in der Stadt Placentia belagert, konnte aber ausbrechen, nachdem Metellus Pius die Truppen des Gaius Norbanus geschlagen hatte. Bei Fidentia hatte er den Befehl über 15 Kohorten (ca. 3.500 Mann) und besiegte eine zahlenmäßig weit überlegene Armee von 50 Kohorten unter dem Befehl des Legaten Quinctius.

### Pontifex
Wahrscheinlich durch den Einfluss seines Cousins Metellus Pius, der das Amt des Pontifex Maximus bekleidete, wurde Marcus Lucullus in das Pontifikalkolleg aufgenommen. Das geschah vermutlich 81 v. Chr., als Sulla das Kolleg von 9 auf 15 Mitglieder erweiterte. Die Mitgliedschaft im Pontifikalkolleg war eine große Ehre, die nahe an den Ruhm des Konsulatamtes kam, und für Marcus Lucullus’ spätere Laufbahn eine große Rolle spielte.

### Ädil
80 v. Chr. wurde Marcus Lucullus in Abwesenheit zum Ädil für das Jahr 79 v. Chr. gewählt, zusammen mit seinem Bruder, der kurz zuvor aus der Provinz Asia zurückgekehrt war. Ihre Amtszeit blieb vor allem wegen der abgehaltenen Spiel in Erinnerung, die Cicero noch viel später als prächtig beschrieb. Unter anderem bauten sie erstmals rotierende Bühnenbilder für Theateraufführungen und waren die ersten, die in der Arena einen Elefanten gegen einen Stier kämpfen ließen.

### Prätor Peregrinus
Als Prätor Peregrinus (der oberste Richter für Fälle, die Nicht-Römer betrafen) für das Jahr 76 v. Chr. saß M. Lucullus dem Prozess gegen Gaius Antonius Hybrida, dem späteren Mitkonsul von Cicero, vor. Hybrida hatte sich als Legat Sullas während der Mithridatischen Kriege in Griechenland maßlos bereichert. Der Ankläger, der junge Cäsar, erreichte eine Verurteilung. Allerdings konnte Hybrida erfolgreich bei den Volkstribunen berufen, da seiner Meinung nach ein Grieche in Rom keinen fairen Prozess erwarten könne. M. Lucullus hat außerdem ein Gesetz eingeführt, das es den Opfern von Sklavenbanden erlaubte, von deren Besitzern das vierfache des erlittenen Schadens einzuklagen.

### Konsul und Prokonsul von Mazedonien

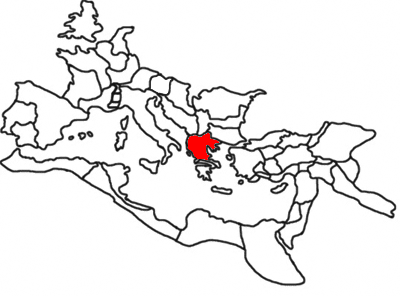
Die Provinz Mazedonien im Römischen Reich, c. 120 n. Chr.

Als Konsul im Jahre 73 v. Chr. (zusammen mit Gaius Cassius Longinus) erließ er ein Gesetz, das die Versorgung bedürftiger römischer Bürger mit Getreide vorschrieb (lex Terentia et Cassia frumentaria)
Sein Name taucht auch in einer berühmten Inschrift auf, ein Brief, der die Bewohner von Oropos in Griechenland darüber informiert, dass der Senat einen Erlass beschlossen habe, der ihre Streitigkeiten mit römischen Steuerbauern zu ihren Gunsten regele.
Nach seinem Konsulat wurde M. Lucullus zum Statthalter (Prokonsul) der wichtigen Provinz Mazedonien berufen. Er nutzte seine Amtszeit, um einen erfolgreichen Feldzug gegen den benachbarten thrakischen Stamm der Besser zu führen. Während dieses Feldzuges zog er bis an die Donau und an das Schwarze Meer, wo er mehrere griechische Städte eroberte, unter anderem Apollonia Pontica, Kallatis, Tomis und Istros. Für diese Erfolge wurde ihm 71 v. Chr. ein Triumphzug gewährt.
Teil der Beute aus dem Feldzug war eine Kolossalstatue des Apollo, die M. Lucullus aus einem Tempel in Apollonia geraubt hatte. Vermutlich während des Triumphzuges wurde die Statue in den Tempel des Jupiter Capitolinus gebracht. Die Statue wurde später während der Christianisierung des Römischen Reichs eingeschmolzen.
Im gleichen Jahr spielte M. Lucullus auch eine Nebenrolle bei der Niederschlagung von Spartacus’ Sklavenaufstand. Er wurde vorzeitig von seiner Statthalterschaft in Mazedonien zurückgerufen, um beim Kampf gegen Spartacus zu helfen. Dieser hatte gerade Crassus’ Befestigungen bei Rhegium durchbrochen und wollte nach Brindisium marschieren, um von dort aus gen Griechenland oder Illyrium zu segeln. Als Spartacus die Nachricht erhielt, dass M. Lucullus mit seinen mazedonischen Legionen bei Brindisium gelandet war, kehrte er jedoch um und stellte sich den Truppen des Crassus, der ihn vernichtend schlug.

### Spätere Jahre und Tod

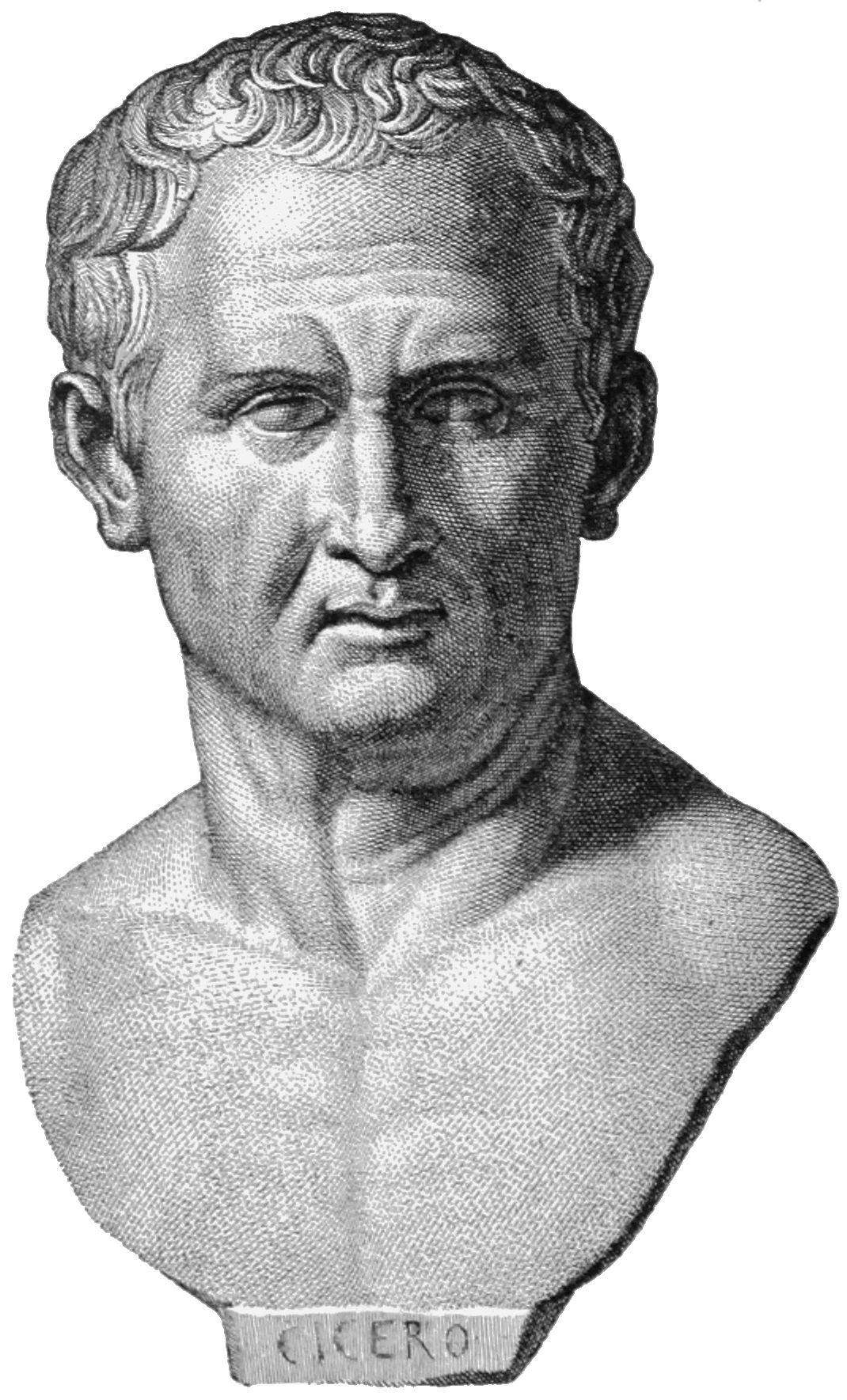
Cicero. Stich nach einem römischen Original (London)

66 oder 65 v. Chr. wurde M. Lucullus von Gaius Memmius wegen seiner Gefolgschaft für Sulla angeklagt, jedoch freigesprochen. 65 v. Chr. war er auch einer der Zeugen im Prozess gegen den ehemaligen Volkstribun Gaius Cornelius, der als Revolutionär angesehen wurde. Cornelius wurde von Cicero verteidigt.
63 v. Chr. wendete sich M. Lucullus gegen Catilina und dessen Plan, die Konsuln, unter ihnen auch Cicero, zu ermorden und die Regierung zu stürzen. Im folgenden Jahr war er der Hauptzeuge für die Verteidigung im Prozess gegen seinen Freund, den Poeten Aulus Licinius Archias, in dem Cicero seine berühmte Rede für Archias gab.
58 und 57 v. Chr. war M. Lucullus Teil einer Gruppe, die an Ciceros Rückkehr aus dem Exil arbeitete.
Als sein Bruder Lucius dement wurde, wurde er dessen Vormund; er begrub ihn 56 v. Chr. in seinem toskanischen Landsitz. Marcus Lucullus selbst starb nicht viel später.